# Станіслав Адам'як
Станіслав Адам'як (пол. Stanisław Adamiak; 11 листопада 1949) — польський інженер, підприємець та громадський діяч. Почесний консул України в Холмі.

## Біографія
Народився 11 листопада 1949 року в Люблінському воєводстві Республіки Польща.
У 1978 році закінчив Природничий університет у м. Любліні, за фахом інженер.
У 1993 році заснував фірму ZOMAR S.A. і відтоді є її президентом. Компанія займається різною діяльністю, зокрема імпортом енергетики, харчовою промисловістю, готельним бізнесом тощо.
З 2004 року — Почесний консул України в Холмі.
Активно займається громадською діяльністю.

## Нагороди
Польські:
- Золотий Хрест заслуги
- Срібний Хрест заслуги
- Бронзовий Хрест заслуги
- Лицарський Хрест ордену Відродження Польщі
- Заслужений діяч культури Польщі

Українські:
- орден «За заслуги» III ступеня (22 червня 1999) — за вагомий особистий внесок у розвиток українсько-польського економічного співробітництва[6];

- орден «За заслуги» II ступеня (4 вересня 2009) — за вагомий особистий внесок у розвиток українсько-польського співробітництва[7].